# Prompsat
Prompsat ist eine französische Gemeinde mit 476 Einwohnern (Stand 1. Januar 2022) im Département Puy-de-Dôme in der Region Auvergne-Rhône-Alpes (vor 2016 Auvergne). Sie gehört zum Arrondissement Riom und zum Kanton Saint-Georges-de-Mons (bis 2015 Combronde).

## Geographie
Prompsat liegt etwa neun Kilometer nordnordwestlich von Riom und etwa zwanzig Kilometer nordnordwestlich von Clermont-Ferrand. Umgeben wird Prompsat von den Nachbargemeinden Teilhède im Norden, Gimeaux im Osten, Yssac-la-Tourette im Südosten, Châtel-Guyon im Süden sowie Loubeyrat im Westen.

## Bevölkerungsentwicklung
| Jahr                       | 1962 | 1968 | 1975 | 1982 | 1990 | 1999 | 2006 | 2013 |
| Einwohner                  | 288  | 278  | 317  | 330  | 338  | 372  | 391  | 429  |
| Quellen: Cassini und INSEE |      |      |      |      |      |      |      |      |

## Sehenswürdigkeiten
- Kirche Saint-Martin, seit 1930 Monument historique

## Persönlichkeiten
- Étienne Clémentel (1864–1936), Politiker, Minister unterschiedlicher Geschäftsbereiche (Finanzen, Wirtschaft, Landwirtschaft)